# 굿모닝 월드
굿모닝 월드는 대한민국에서 평일 아침 7시부터 8시까지 텔레비전으로 아침 시간대에 방송되는 매일방송의 아침 국제뉴스 프로그램이자 굿모닝 MBN의 국제뉴스 코너이다.

## 같이 보기
- KBS 뉴스광장 (KBS 1TV)
- KBS 아침뉴스타임 (KBS 2TV)
- MBC 뉴스투데이 (MBC TV)
- 모닝와이드 1, 2부 (SBS TV)
- 아침& (JTBC)
- 굿모닝 MBN, 아침 & 매일경제, MBN 뉴스와이드 주말 (MBN)
- TV조선 뉴스퍼레이드 (TV조선)
- 김진의 돌직구쇼 (채널A)